# Mount-Elgon-Wühlspitzmaus
Die Mount-Elgon-Wühlspitzmaus (Surdisorex schlitteri) ist eine afrikanische Spitzmausart, die endemisch am ostafrikanischen Mount Elgon an der Grenze zwischen Kenia und Uganda vorkommt. Die Art ist nur durch ein einziges Exemplar bekannt, das 1984 tot aufgefunden und ursprünglich als Afrikanische Waldspitzmaus (Myosorex) klassifiziert wurde. Über 20 Jahre nach dem Fund wurde Surdisorex schlitteri als eigenständige Art beschrieben, in die Gattung Surdisorex gestellt und nach Duane A. Schlitter benannt, einem Mammalogen, der besonders die afrikanischen Kleinsäuger erforschte.

## Merkmale
Die Mount-Elgon-Wühlspitzmaus hat ein dichtes, wolliges Fell mit neun Millimeter langem Rückenhaar. Da der Holotyp 20 Jahre lang in Alkohol gelagert und dabei zeitweise auch nicht abgedunkelt aufbewahrt wurde, ist die ursprüngliche Fellfarbe ausgeblichen und lässt sich nicht mehr feststellen. An der Basis sind die Haare dunkelbraun, die Haarenden sind hell. Die Vorderpfoten sind groß, der Hinterfuß misst einschließlich der Krallen 16,1 mm. Der Schwanz erreicht mit 28,6 mm Länge etwa 34 % der Kopf-Rumpf-Länge und ist damit für einen Spitzmausschwanz relativ kurz. Der Schädel ist dreieckig und typisch für eine Spitzmaus mit grabender Lebensweise. Die Augen sind klein und von Haaren verdeckt. Ohrmuscheln fehlen. Morphometrisch ist der Schädel von Surdisorex schlitteri etwas kleiner als der der Aberdare-Wühlspitzmaus (Surdisorex norae) aber etwas größer als der der Mount Kenya-Wühlspitzmaus (Surdisorex polulus).

## Lebensraum und Lebensweise
Das einzige bisher bekannte Exemplar der Mount-Elgon-Wühlspitzmaus wurde in einer mit Heidekrautgewächsen bewachsenen Zone in einer Höhe von 3150 Metern auf der Ostseite des Mount Elgon gefangen. Wie die beiden anderen Arten der Gattung Surdisorex lebt Surdisorex schlitteri wahrscheinlich maulwurfsähnlich versteckt und grabend und ernährt sich vor allem von Regenwürmern.